# Temple-Gletscher
Der Temple-Gletscher ist ein Gletscher an der Davis-Küste des Grahamlands auf der Antarktischen Halbinsel. Er mündet in die Südseite der Lanchester Bay.
Luftaufnahmen der Hunting Aerosurveys Ltd. aus den Jahren von 1955 bis 1957 dienten dem Falkland Islands Dependencies Survey der Kartierung. Das UK Antarctic Place-Names Committee benannte den Gletscher 1960 nach dem französischen Offizier und Luftfahrtpionier Félix du Temple (1823–1890), der 1857 das erste motorgetriebene Flugzeugmodell entwickelt hatte, das ohne weitere Unterstützung starten, fliegen und sicher landen konnte.